# Cofradía del Santo Sepulcro Esperanza de Vida
La Cofradía del Santo Sepulcro Esperanza de Vida es una hermandad católica de la ciudad de León, España. Fue fundada en 1992 y tiene su sede en la parroquia de San Froilán.

## Historia
En 1991 un grupo de personas interesadas en la celebración de la Vigilia Pascual comenzaron a trabajar en una nueva cofradía y al año siguiente fue aprobada, con el Santo Sepulcro como titular de la misma. Recogieron la devoción a San Froilán y recuperaron términos y símbolos de la Orden del Santo Sepulcro, que inspiran los actos de Admisión de Hermanos y la Toma de Posesión. 
Realiza una intensa labor social y de oración por los difuntos. Durante la procesión Camino de la Luz (desde 1993) entregan una parte del fuego que procesionan a los templos ubicados en su recorrido. Por su parte, la Adoración de las Llagas (desde el año 2000) discurre, en silencio, por el Barrio Húmedo.

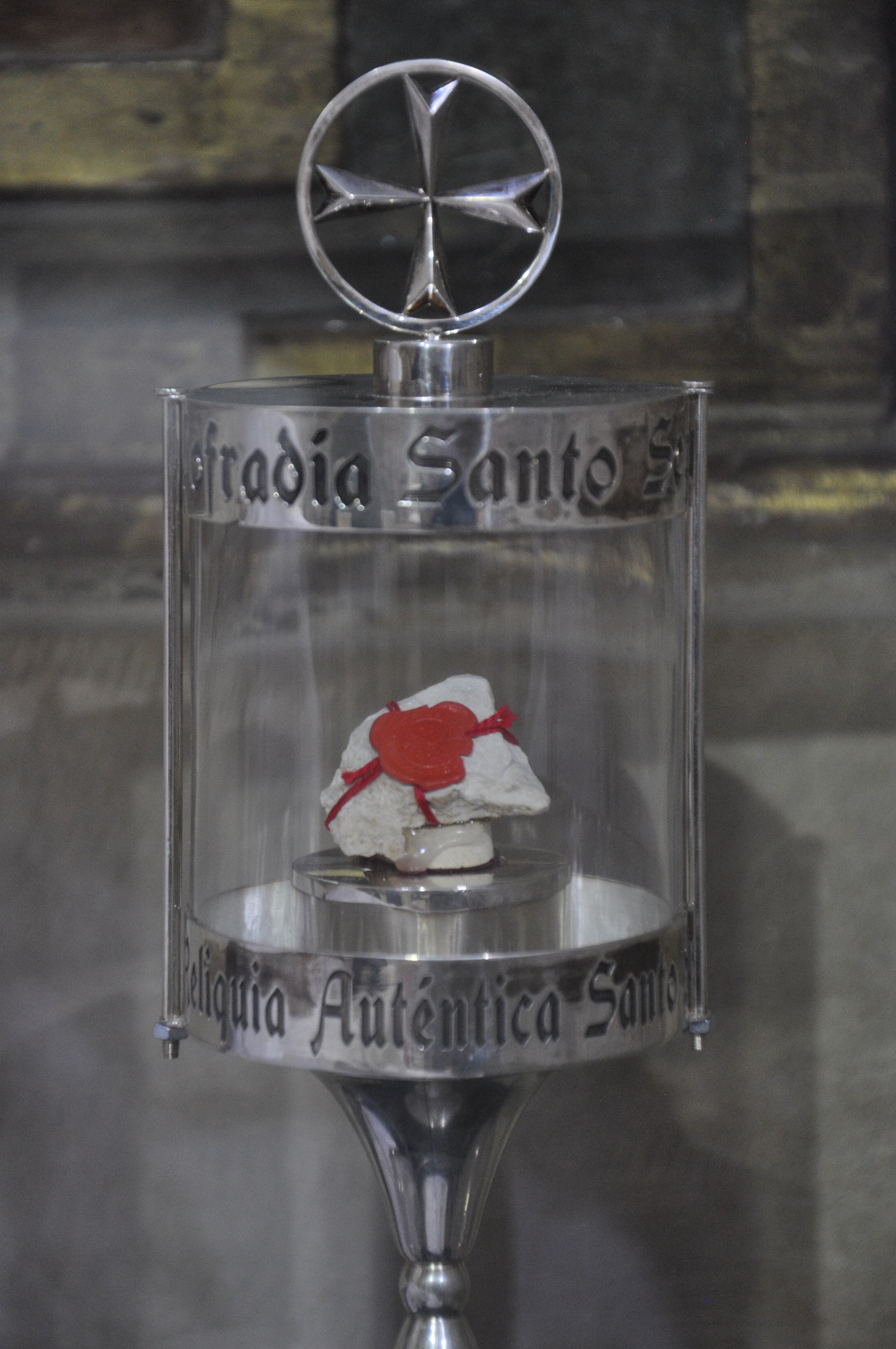
Fragmento del Santo Sepulcro de Jerusalén, concedido a la cofradía del Santo Sepulcro de la ciudad de León

El 8 de septiembre de 2017, por su xxi Aniversario, la cofradía del Santo Sepulcro recibía una pequeña reliquia del Santo Sepulcro de Jerusalén por parte del Custodio, el patriarca griego ortodoxo y al patriarca armenio ortodoxo gracias a la peregrinación a este lugar por parte de 45 hermanos. Desde entonces se procesiona el Lunes Santo en la Adoración de las Llagas de Cristo y Sábado Santo en la procesión Camino de la Luz, ambos días acompañando la imagen del Santísimo Cristo Esperanza de la Vida.

## Emblema
Su emblema lo compone la Cruz del Santo Sepulcro en color rojo, sobre campo blanco, circunscrita en un aro del mismo color que la cruz.

## Indumentaria

Indumentaria

El hábito se compone de túnica negra, capillo alto blanco con babero y cola, cíngulo, camisa y guantes blancos. Se complementa con zapatos, calcetines, corbata y pantalones negros. Por su parte, los miembros de la Junta de Gobierno llevan capa blanca.

## Actos y procesiones
- Lunes Santo: Adoración Procesional de las Llagas de Cristo.
- Sábado Santo: Procesión Camino de la Luz.

## Pasos
- Santo Sepulcro: obra de Vicente Martín Morte de 1996, es pujada por 16 braceros el Lunes Santo y por 64 braceros el Sábado Santo. Representa el instante previo a la resurrección.
- El Hombre Nuevo: obra de Vicente Martín Morte de 2002, es pujada por 76 braceros. Representa a Jesús descendiendo a los infiernos, junto a las alegorías de los símbolos de la Vigilia Pascual: el cirio, el agua y el fuego.
- Nuestra Señora de la Luz: obra de Ana Rey y Ángel Pantoja realizada en 2014, es pujada por 60 braceros. Representa a María arrancándose el puñal del dolor.